# Los Naranjos

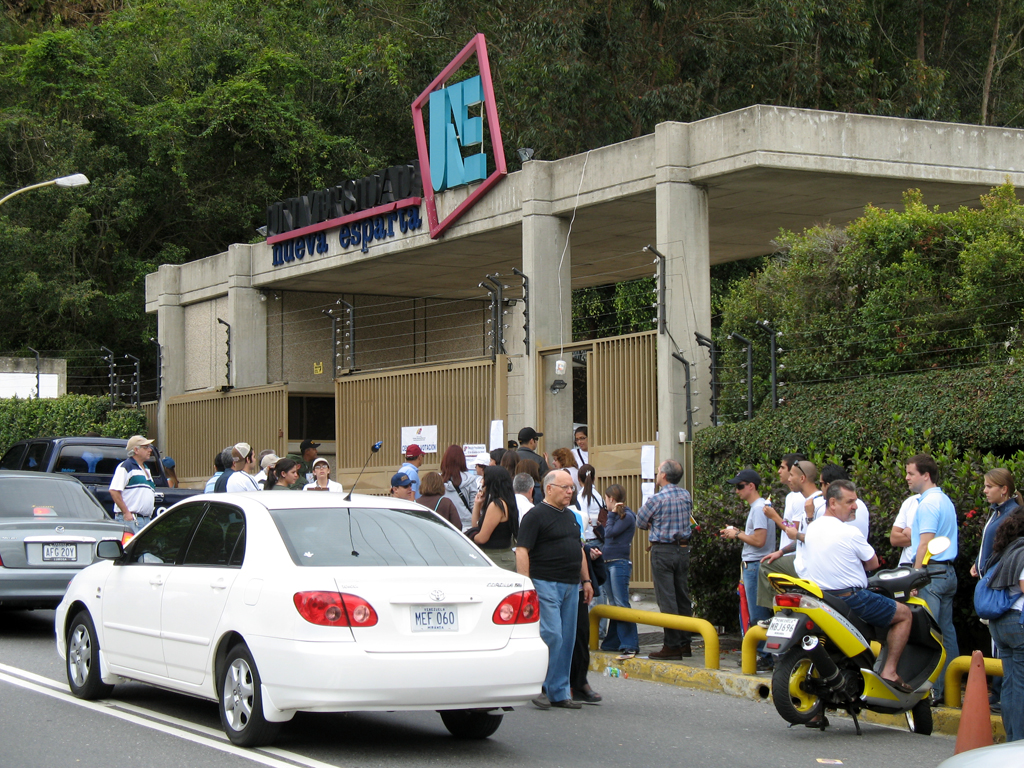
Sede da Universidad Nueva Esparta.

Los Naranjos del Cafetal é uma urbanização situada no município El Hatillo da cidade de Caracas, Venezuela.

## Aspectos
Possui atualmente dois centros comerciais, galerias e entre outras construções
Nesta urbanização também se encontra o complexo desportivo Sports Center. Além disso, há no bairro uma praça denominada Plaza La Bandera e no mesmo local está a sede principal  da Universidad Nueva Esparta.